# アルファベット・シティ
アルファベット・シティ (Alphabet City) は、ニューヨーク市マンハッタン区のロウアー・イースト・サイドとイースト・ヴィレッジの間にある地区である。'Lower East Side'のスペイン語風にロウイーサイダ (Loisaida) とも呼ばれることもある。

## 概要
アルファベット・シティの名前の由来は、アベニューA、アベニューB、アベニューC、およびアベニューDという、アルファベット一文字のアベニュー名が付くマンハッタンで唯一の地区であるところから来ている。その南端はハウストン・ストリートで北端は14丁目であり、従来のイースト・ヴィレッジの北端およびストイフェサント・タウンおよびピーター・クーパー・ヴィレッジの南端に沿っている。
有名なランドマークは、トンプキンス・スクエア・パークやNuyorican Poets Caféがある。この近隣住区は歴史のある地区で、マンハッタンのドイツ系アメリカ人、ポーランド系アメリカ人、ヒスパニックおよびラテン系アメリカ人、そしてユダヤ系アメリカ人住民の居住地であり民族文化の中心地である。

## 建築物
- トンプキンス・スクエア